# Васеркел
Васеркел (чечен. Васар-кхелли Оьйз-Кхел, Васар Кхаьл, Фараз-Кхаьл) — башенный комплекс одна из наиболее легендарных цитаделей в истории горной Чеченской Республики, называлась «Крепость мужественных».

## История
Располагается на границе с Пирикитской Хевсуретией, среди скал горы Коре-лам массив Тебулосмта. Возведенная в XI веке (радиоуглеродный анализ сохранившихся деревянных деталей конструкций и лабораторного анализа петроглифов высеченных на камнях в основании здания) в стенах башни и на узком острогорбом мысе, недосягаемом с трёх сторон, она полностью контролировала важную дорогу из Чечни в Грузию, которая проходила по исторической области Чечни Майста, в переводе с чеченского, — «высокогорный, верхний, край». В её центре течёт река Майстойн-эрк, приток Чанты-Аргуна, а высоко над дней, по бокам ущелья, в наиболее значимых местах располагались башенные комплексы. В средние века Майста была своеобразным центром горной Чечни, одно время тут собирался Мехк-кхел. В Васеркел, согласно преданиям, жил легендарный Молкх, родоначальник части чеченцев, который затем переселился в Нашха, а позже стал основателем Ичкерии.
В конце 1927 — начале 1928 года на территории Галанчожского района проводил исследования австрийский этнолог Бруно Плечке. Он осмотрел в Майсте башни с петроглифами, «город мертвых» Васеркел, Цекалойские башни, замковый комплекс в селе Пуога, состоящий из боевых и нескольких жилых башен.
В 1929 году майстинские памятники изучил А. В. Уэльс, зафиксировавший здесь более 55 склепов, 12 башен (в основном боевых), 3 святилища, одно из которых в селении Пого называлось Акача. Он же описал большое святилище (храм) на территории некрополя Васеркел.
Позже в 1977 году исследования башенного комплекса Васеркел проводил историк, археолог В. П. Кобычев
К северу от крепости Васеркел располагается большой некрополь — «город мертвых», состоящий из более двадцати каменных склепов, разбросанных по склонам. В основном это небольшие каменные домики с двускатной кровлей из больших сланцевых плит, с квадратным лазом с лицевой стороны. Встречаются и двухэтажные склепы, и склепы с поминальной камерой.
С южной стороны крепости Васеркел высится боевая башня, в этом месте расположен комплекс оборонительных сооружений. Внутри крепости сохранились руины средневековых домов, но большая часть селения уже заросла лесом. По легенде, Васаркел в случае военной угрозы мог выставить более тысячи хорошо вооруженных воинов. Васаркел пришел в упадок в раннем средневековье, когда его заняло хорошо организованное войско персов, незаметно перебившее стражу на дальних подступах к крепости. После этих событий поселение было оставлено жителями.
Васаркел находится вдали от дорог, в дикой, труднодоступной и практически не посещаемой части пограничного района Чеченской Республики. В состав замкового комплекса входят: 12 башен (2 боевых, 10 жилых), 36 склеповых могильников.

## Галерея

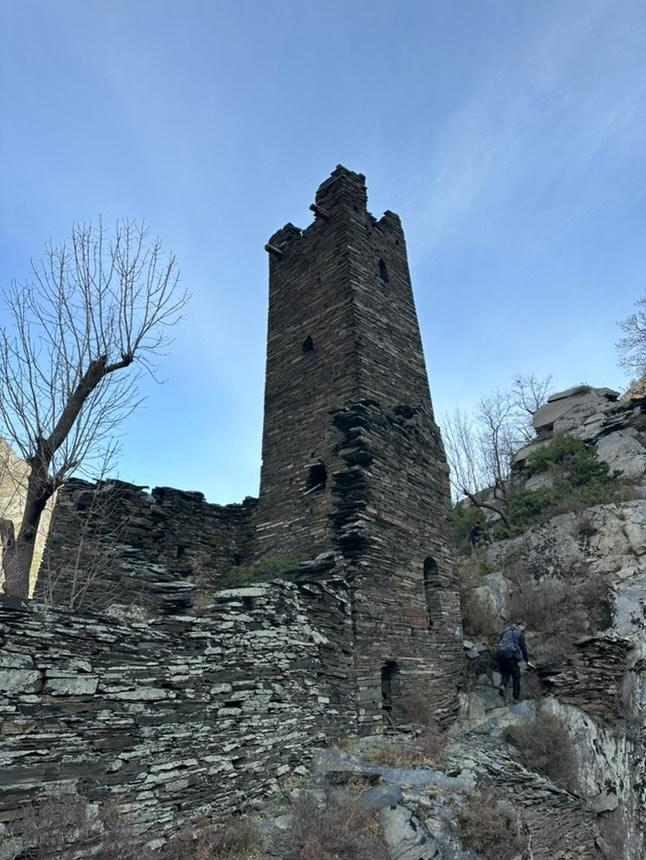
Башня боевая-сигнальная
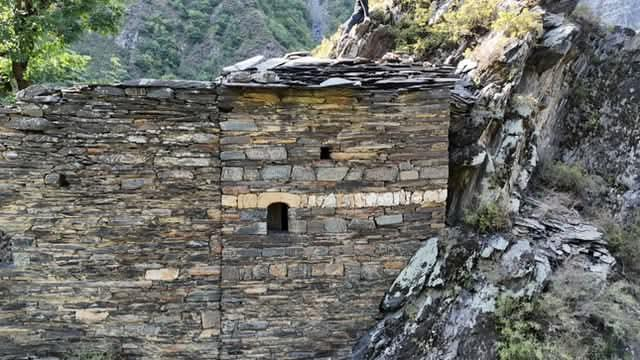
Жилая башня
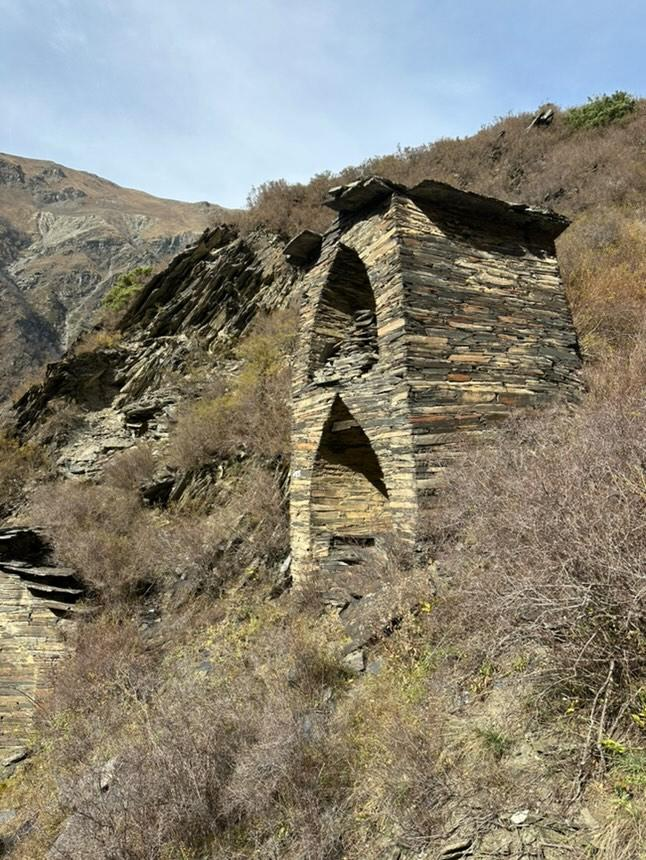
Средневековый склеп (погребальное сооружение)
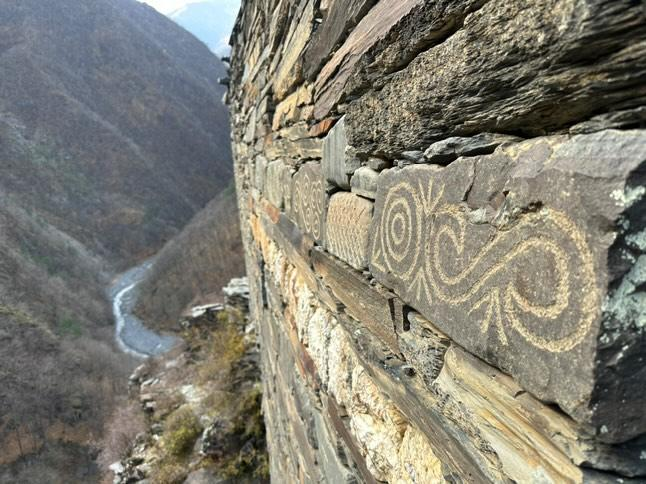
Петроглифы на башне Васеркел